# Kreisgericht Soest
Das Kreisgericht Soest war von 1849 bis 1879 ein preußisches Kreisgericht mit Sitz in Soest. 

## Geschichte
Die „Verordnung über die Aufhebung der Privatgerichtsbarkeit und des eximierten Gerichtsstandes sowie über die anderweitige Organisation der Gerichte“ vom 2. Januar 1849 hob die Patrimonialgerichtsbarkeit auf. Gleichzeitig wurde das Appellationsgericht Hamm geschaffen, dem Kreisgerichte, darunter das Kreisgericht Soest, zugeordnet waren. Sein Sprengel umfasste den Landkreis Soest mit den Städten Soest und Werl. Zuständiges Schwurgericht war das Kreisgericht Hamm. Zwei Gerichtskommissionen wurden in Werl eingerichtet. Der Sprengel des Kreisgerichts umfasste 45.127 Gerichtseingesessene (1859). Am Gericht waren ein Direktor und acht Kreisrichter tätig.
Mit den Reichsjustizgesetzen wurden die Gerichte im Deutschen Reich vereinheitlicht. Das Kreisgericht Soest wurde 1879 aufgehoben. Neu eingerichtet wurde nun das Amtsgericht Soest im Bezirk des Landgerichtes Dortmund.
Die Gerichtskommissionen in Werl wurden 1879 ebenfalls aufgehoben und das Amtsgericht Werl gebildet.